# Lista de episódios de Elena de Avalor
Segue-se abaixo a lista de episódios de Elena de Avalor, sendo transmitida pelo Disney Channel desde 22 de julho de 2016 no Disney Channel.
Em 11 de agosto de 2016 a série foi renovada para uma segunda temporada.
Em 13 de fevereiro de 2017,  a série foi renovada para uma terceira temporada.

## Episódios
| Temporada | Temporada | Episódios | Exibição original     | Exibição original    | Exibição em Portugal            | Exibição em Portugal            | Exibição no Brasil     | Exibição no Brasil    |
| Temporada | Temporada | Episódios | Estreia de temporada  | Final de temporada   | Estreia de temporada            | Final de temporada              | Estreia de temporada   | Final de temporada    |
| --------- | --------- | --------- | --------------------- | -------------------- | ------------------------------- | ------------------------------- | ---------------------- | --------------------- |
|           | 1         | 26        | 22 de julho de 2016   | 1 de outubro de 2017 | 8 de outubro de 2016            | 1 de março de 2018              | 5 de novembro de 2016  | 2 de dezembro de 2017 |
|           | 2         | 25        | 14 de outubro de 2017 | 1 de junho de 2019   | 19 de fevereiro de 2018         | 7 de julho de 2019              | 3 de fevereiro de 2018 | 27 de julho de 2019   |
|           | 3         | 31        | 7 de outubro de 2019  | 23 de agosto de 2020 | 5 de janeiro de 2022 (Disney +) | 5 de janeiro de 2022 (Disney +) | 6 de abril de 2020     | 24 de abril de 2021   |

### 1ª Temporada (2016-18)
- Nota: Os três últimos episódios, em Portugal, foram emitidos em simultâneo com a 2ª temporada da série.

| # | ##   | Título                                                                                    | Dirigido por   | Escrito por                  | Estreias                                                             | Código de produção | Audiência (em milhões) |
| --- | ---- | ----------------------------------------------------------------------------------------- | -------------- | ---------------------------- | -------------------------------------------------------------------- | ------------------ | ---------------------- |
| 1 | 1    | "O Primeiro Dia de Regência (PT) O Primeiro Dia do Governo (BR)" "First Day of Rule"      | Elliot M. Bour | Craig Gerber                 | 22 de julho de 2016 8 de outubro de 2016 5 de novembro de 2016       | 101                | 2.22                   |
| No dia em que Elena se torna oficialmente Princesa Herdeira, tem de salvar a sua irmã de um barco que foi roubado.                                                                                     |      |                                                                                           |                |                              |                                                                      |                    |                        |
| 2 | 2    | "Irmã Modelo (PT) Modelo de Irmã (BR)" "Model Sister"                                     | Elliot M. Bour | Becca Topol                  | 22 de julho de 2016 8 de outubro de 2016 5 de novembro de 2016       | 102                | 2.22                   |
| Elena está dividida entre a promessa que fez de ajudar Isabel e cumprir o seu dever enquanto Princesa Herdeira.                                                                                        |      |                                                                                           |                |                              |                                                                      |                    |                        |
| 3 | 3    | "Todo Aquecido (PT) Esquentadinho (BR)" "All Heated Up"                                   | Elliot M. Bour | Tom Rogers                   | 29 de julho de 2016 9 de outubro de 2016 12 de novembro de 2016      | 103                | 1.23                   |
| Elena entra em discordância com o Grande Conselho ao liderarem com uma pedra mágica, cuja fúria ativa uma erupção do ‘monfuego’!                                                                       |      |                                                                                           |                |                              |                                                                      |                    |                        |
| 4 | 4    | "Ilha da Juventude (PT) A Ilha da Juventude (BR)" "Island of Youth"                       | Nathan Chew    | Becca Topol                  | 12 de agosto de 2016 9 de outubro de 2016 19 de novembro de 2016     | 104                | 1.73                   |
| Elena tem de salvar Esteban após ele beber demasiada água da Fonte da Juventude e começar a ficar cada vez mais novo.                                                                                  |      |                                                                                           |                |                              |                                                                      |                    |                        |
| 5 | 5    | "Enfeitiçado (PT) Enfeitiçados (BR)" "Spellbound"                                         | Robb Pratt     | Tom Rogers                   | 26 de agosto de 2016 15 de outubro de 2016 26 de novembro de 2016    | 105                | 1.26                   |
| Quando um feiticeiro maléfico entra no palácio e transforma a família de Elena em pedra, ela tem de ajudar Mateo, o Feiticeiro Real recentemente nomeado a salvar a sua família.                       |      |                                                                                           |                |                              |                                                                      |                    |                        |
| 6 | 6    | "Príncipe Demasiado Encantado (PT) Príncipe Encantado Demais! (BR)" "Prince Too Charming" | Nathan Chew    | Mercedes Valle               | 16 de setembro de 2016 25 de outubro de 2016 3 de dezembro de 2016   | 107                | 1.14                   |
| Enquanto está a visitar um reino vizinho, Elena é convencido por um príncipe mimado a pôr de parte a sua capacidade de julgar e fazer um intervalo nas suas funções.                                   |      |                                                                                           |                |                              |                                                                      |                    |                        |
| 7 | 7    | "Achado Não é Saltado (PT) Os Irmãos Duendes (BR)" "Finders Leapers"                      | Nathan Chew    | Silvia Olivas                | 23 de setembro de 2016 15 de outubro de 2016 10 de dezembro de 2016  | 106                | 1.43                   |
| Naomi procura provar que pertence ao Grande Conselho liderando uma escavação arqueológica, mas é posta à prova quando Esteban solta duendes traquinas na cidade.                                       |      |                                                                                           |                |                              |                                                                      |                    |                        |
| 8 | 8    | "Retiro Real (PT/BR)" "Royal Retreat"                                                     | Robb Pratt     | Becca Topol                  | 30 de setembro de 2016 26 de outubro de 2016 17 de dezembro de 2016  | 108                | 1.23                   |
| Elena participa no seu primeiro Retiro Real, mas choca com o Rei Hector, o autoproclamado líder do clube, quando tenta reunir uma criatura marinha bebé com a sua mãe.                                 |      |                                                                                           |                |                              |                                                                      |                    |                        |
| 9 | 9    | "Um Dia Para Relembrar (PT/BR)" "A Day to Remember"                                       | Elliot M. Bour | Silvia Olivas                | 16 de outubro de 2016 2 de dezembro de 2016 24 de dezembro de 2016   | 109                | 1.38                   |
| No Dia dos Mortos, Elena descobre que tem a capacidade de ver fantasmas e ajuda o espírito de uma senhora idosa simpática a resolver o conflito entre os seus netos e salvar o restaurante da família. |      |                                                                                           |                |                              |                                                                      |                    |                        |
| 10 | 10   | "O Cetro de Luz (PT/BR)" "The Scepter of Light"                                           | Robb Pratt     | Mercedes Valle               | 4 de novembro de 2016 24 de abril de 2017 31 de dezembro de 2016     | 110                | 1.20                   |
| Quando uma fada-traça tenta trazer ‘o presente da escuridão eterna’ para Avalor, durante um eclipse solar, Elena tem de aprender a controlar a magia do seu cetro real.                                |      |                                                                                           |                |                              |                                                                      |                    |                        |
| 11 | 11   | "Natal (PT) Festas (BR)" "Navidad"                                                        | Nathan Chew    | Craig Gerber                 | 9 de dezembro de 2016 15 de dezembro de 2017 6 de maio de 2017       | 111                | 1.71                   |
| 12 | 12   | "Olabol (PT) Olaból (BR)" "Olaball"                                                       | Nathan Chew    | Tom Rogers                   | 25 de fevereiro de 2017 24 de abril de 2017 12 de maio de 2017       | 114                | 1.76                   |
| Gabe tenta impressionar o seu pai entrando para a equipa real de olabol de Avalor, mas precisa de ajuda quando descobre que é terrível a jogar!                                                        |      |                                                                                           |                |                              |                                                                      |                    |                        |
| 13 | 13   | "O Voo dos Jaguins (PT) O Voo dos Jaquins (BR)" "Flight of the Jaquins"                   | Robb Pratt     | Becca Topol                  | 4 de março de 2017 25 de abril de 2017 13 de maio de 2017            | 115                | 1.49                   |
| Skylar é escolhido para ser 'Navegera', um guia de três jovens jaguins que treinam para defender o reino das forças do mal, mas a sua natureza brincalhona rapidamente o distrai do seu dever.         |      |                                                                                           |                |                              |                                                                      |                    |                        |
| 14 | 14   | "Cristal em Bruto (PT) Cristal Bruto (BR)" "Crystal in the Rough"                         | Nathan Chew    | Mercedes Valle               | 11 de março de 2017 25 de abril de 2017 20 de maio de 2017           | 112                | 1.82                   |
| Quando Isabel regressa à escola, a sua inteligência torna-a pouco popular e ela tenta mudar para se integrar.                                                                                          |      |                                                                                           |                |                              |                                                                      |                    |                        |
| 15 | 15   | "A Princesa Cavaleira (PT/BR)" "The Princess Knight"                                      | Nathan Chew    | Becca Topol                  | 18 de março de 2017 26 de abril de 2017 27 de maio de 2017           | 113                | 1.45                   |
| Determinada a provar que tem valor para competir, Elena entra no torneio anual de esgrima disfarçada de 'Cavaleiro Elezar'.                                                                            |      |                                                                                           |                |                              |                                                                      |                    |                        |
| 16 | 16   | "A Capitão Turner Regressa (PT) Capitã Turner Retorna (BR)" "Captain Turner Returns"      | Nathan Chew    | Kaita Mpambara               | 8 de abril de 2017 18 de setembro de 2017 14 de agosto de 2017       | 117                | 1.44                   |
| Quando a mãe de Naomi consegue um novo emprego no seu antigo reino, Naomi tentam convencê-la a não ir embora.                                                                                          |      |                                                                                           |                |                              |                                                                      |                    |                        |
| 17 | 17   | "O Rei do Carnaval (PT/BR)" "King of the Carnaval"                                        | Robb Pratt     | Tom Rogers                   | 22 de abril de 2017 19 de setembro de 2017 15 de agosto de 2017      | 116                | 1.50                   |
| Quando Victor, o velho aliado de Esteban, regresa para roubar as jóias da coroa, Esteban tem de decidir entre proteger Elena ou proteger a sua colaboração secreta com Shuriki.                        |      |                                                                                           |                |                              |                                                                      |                    |                        |
| 18 | 18   | "Minha Linda Naomi (PT) Minha Dama Naomi (BR)" "My Fair Naomi"                            | Robb Pratt     | Maria Escobedo               | 6 de maio de 2017 20 de setembro de 2017 16 de agosto de 2017        | 119                | 1.23                   |
| Quando Elena tenta organizar uma Quinceañera Real para Naomi, Naomi deixa-se levar por ser o centro das atenções.                                                                                      |      |                                                                                           |                |                              |                                                                      |                    |                        |
| 19 | 19   | "Brincadeiras de Macaco-espírito (PT) Macaquice Espiritual (BR)" "Spirit Monkey Business" | Nathan Chew    | Tom Rogers                   | 30 de junho de 2017 21 de setembro de 2017 17 de agosto de 2017      | 118                | 1.10                   |
| Elena tem de salvar Mateo quando um macaco-espírito indisciplinado o envia para o mundo dos espíritos.                                                                                                 |      |                                                                                           |                |                              |                                                                      |                    |                        |
| 20 | 20   | "Aprendiza de Feiticeira (PT) Feiticeira em Treinamento (BR)" "Wizard-in-Training"        | Robb Pratt     | Becca Topol                  | 21 de julho de 2017 23 de setembro de 2017 18 de agosto de 2017      | 122                | 1.19                   |
| Mateo aceita uma aprendiza, mas rapidamente descobre que ensinar é mais difícil do que parece. |      |                                                                                           |                |                              |                                                                      |                    |                        |
| 2122 | 2122 | "O Reino dos Jaguíns (PT) O Reino dos Jaquins (BR)" Realm of the Jaquins"                 | Elliot M. Bour | Silvia Olivas e Craig Gerber | 12 de agosto de 2017 23 de setembro de 2017 4 de novembro de 2017    | 120121             | 1.38                   |
| Quando Elena viaja para o Reino dos Jaguíns, sem querer acaba por libertar Marimonda, um espírito mítico da floresta, que pode pôr em risco o reino de Avalor!                                         |      |                                                                                           |                |                              |                                                                      |                    |                        |
| 23 | 23   | "O Conto do Gecko (PT) O Conto da Lagartixa (BR)" "The Gecko's Tale"                      | Robb Pratt     | Kaita Mpambara               | 18 de agosto de 2017 24 de setembro de 2017 4 de novembro de 2017    | 123                | 0.91                   |
| 24 | 24   | "Festa de Uma Vida (PT) Uma Festa Para Toda a Vida (BR)" "Party of a Lifetime"            | Robb Pratt     | Mercedes Valle               | 25 de agosto de 2017 27 de fevereiro de 2018 18 de novembro de 2017  | 125                | 0.85                   |
| 25 | 25   | "Os Blocos (PT) Cabeças de Pedra (BR)" "Blockheads"                                       | Robb Pratt     | Tom Rogers                   | 16 de setembro de 2017 28 de fevereiro de 2018 2 de dezembro de 2017 | 126                | 0.93                   |
| 26 | 26   | "Máscaras de Magia (PT) Máscaras Mágicas (BR)" "Masks of Magic"                           | Nathan Chew    | Kaita Mpambara               | 1 de outubro de 2017 1 de março de 2018 25 de novembro de 2017       | 124                | 1.08                   |

### 2ª Temporada (2017-19)
| # | ##   | Título                                                                                             | Dirigido por   | Escrito por                     | Estreias                                                               | Código de produção | Audiência (em milhões) |
| --- | ---- | -------------------------------------------------------------------------------------------------- | -------------- | ------------------------------- | ---------------------------------------------------------------------- | ------------------ | ---------------------- |
| 27 | 1    | "A Jóia de Maru (PT)(BR)" "The Jewel of Maru"                                                      | Robb Pratt     | Ron Holsey                      | 14 de outubro de 2017 19 de fevereiro de 2018 3 de fevereiro de 2018   | 201                | 1.18                   |
| No Dia dos Mortos, Elena tenta impedir que Victor e Carla roubem uma jóia maruana poderosa. |      | |                |                                 |                                                                        |                    |                        |
| 28 | 2    | "Rivalidade Real (PT/BR)" "Royal Rivalry"                                                          | Nathan Chew    | Tom Rogers                      | 28 de outubro de 2017 20 de fevereiro de 2018 10 de fevereiro de 2018  | 202                | 1.26                   |
| Enquanto tenta reparar a relação com um país vizinho, Elena torna-se competitiva ao sentir-se ofuscada por outra pessoa. |      | |                |                                 |                                                                        |                    |                        |
| 29 | 3    | "A Maldição de El Guapo (PT) O Desafio do Novo Capitão (BR)" "The Curse of El Guapo"               | Robb Pratt     | Silvia Olivas                   | 11 de novembro de 2017 21 de fevereiro de 2018 17 de fevereiro de 2018 | 203                | 1.11                   |
| Quando Gabe leva uma espada encantada 'emprestada', fica amaldiçoado com a personalidade arrogante do antigo proprietário da espada. |      | |                |                                 |                                                                        |                    |                        |
| 30 | 4    | "Três Jaguíns e Uma Princesa (PT) Três Jaquins e uma Princesa (BR)" "Three Jaquins and a Princess" | Nathan Chew    | Don Perez                       | 18 de novembro de 2017 22 de fevereiro de 2018 24 de fevereiro de 2018 | 204                | 1.07                   |
| Isabel tenta provar que consegue tomar conta de três jaguíns bebés sozinha, mas quando eles fogem ela tem de encontrá-los antes que os pais regressem! |      | |                |                                 |                                                                        |                    |                        |
| 31 | 5    | "Uma Espia no Palácio (PT) Uma Espiã no Palácio (BR)" "A Spy in the Palace"                        | Robb Pratt     | Rachel Ruderman                 | 25 de novembro de 2017 26 de fevereiro de 2018 3 de março de 2018      | 205                | 1.07                   |
| Estando disfarçada, Carla infiltra-se no castelo e tenta roubar a tiara da mãe de Elena. |      | |                |                                 |                                                                        |                    |                        |
| 32 | 6    | "Ciência Injusta (PT) A Feira de Falta de Consciência (BR)" "Science Unfair"                       | Nathan Chew    | Tom Rogers                      | 24 de fevereiro de 2018 13 de maio de 2018 15 de julho de 2018         | 206                | 0.99                   |
| Quando Isabel se inscreve na Feira de Ciências de Avalor e tem de trabalhar em equipa, ignora os conselhos de Elena para trabalhar com os amigos e tenta criar algo novo sozinha. |      | |                |                                 |                                                                        |                    |                        |
| 33 | 7    | "Ascensão da Feiticeira (PT) A Ascensão da Feiticeira (BR)" "Rise of the Sorceress"                | Robb Pratt     | Don Perez                       | 3 de março de 2018 13 de maio de 2018 15 de julho de 2018              | 207                | 0.99                   |
| Quando Naomi começa a suspeitar de Rita, que é Carla disfarçada, tenta convencer Elena que Rita não é de confiança. |      | |                |                                 |                                                                        |                    |                        |
| 34 | 8    | "Mudar de Forma (PT) Mudando de Forma (BR)" "Shapeshifters"                                        | Nathan Chew    | Laurie Israel                   | 10 de março de 2018 13 de maio de 2018 15 de julho de 2018             | 208                | 0.89                   |
| Convencida de que tem de ir pessoalmente à procura de Shuriki, Elena transforma-se em jaguim, mas torna-se culpada de um crime que não cometeu! |      | |                |                                 |                                                                        |                    |                        |
| 35 | 9    | "O Cetro da Noite (PT/BR)" "The Scepter of Night"                                                  | Robb Pratt     | Tom Rogers                      | 17 de março de 2018 21 de junho de 2018 15 de julho de 2018            | 209                | 0.78                   |
| 36 | 10   | "A Corrida pelo Reino (PT/BR)" "The Race for the Realm"                                            | Nathan Chew    | Rachel Ruderman                 | 14 de julho de 2018 22 de setembro de 2018 6 de outubro de 2018        | 210                | 0.66                   |
| Elena e Naomi viajam para Vallestrella para procurar mais peças perdidas do Cetro da Noite antes que Shuriki o faça! |      | |                |                                 |                                                                        |                    |                        |
| 37 | 11   | "Um Conto de Dois Cetros (PT/BR)" "A Tale of Two Scepters"                                         | Robb Pratt     | Don Perez                       | 21 de julho de 2018 23 de setembro de 2018 7 de outubro de 2018        | 211                | 0.71                   |
| Elena voa para um reino mágico para aprender a dominar o seu Cetro da Luz, mas uma crise fá-la recuar quando Shuriki volta a aparecer em Avalor. |      | |                |                                 |                                                                        |                    |                        |
| 38 | 12   | "Exemplo de Classe (PT) Um Ato de Classe (BR)" "Class Act"                                         | Nathan Chew    | Kerri Grant                     | 28 de julho de 2018 29 de setembro de 2018 13 de outubro de 2018       | 212                | 0.79                   |
| Isabel tem a sua primeira aula na Academia de Ciências com a sua cientista preferida, a Professora Ochoa. |      | |                |                                 |                                                                        |                    |                        |
| 39 | 13   | "Feira de Todos os Reinos (PT) A Feira de Todos os Reinos (BR)" "All Kingdoms Fair"                | Robb Pratt     | Tom Rogers                      | 4 de agosto de 2018 25 de março de 2019 20 de outubro de 2018          | 213                | 0.61                   |
| Quando Santos, o irmão mais velho de Armando, vem a Avalor, Armando perde a confiança toda na sua habilidade para gerir a Feira de Todos os Reinos. |      | |                |                                 |                                                                        |                    |                        |
| 40 | 14   | "Uma História de Ardor (PT/BR)" "A Lava Story"                                                     | Robb Pratt     | Kerri Grant                     | 11 de agosto de 2018 26 de março de 2019 21 de outubro de 2018         | 214                | 0.68                   |
| Quando uma criatura feminina de pedra está infeliz, Elena recruta a ajuda de Pedroca para descobrir porquê antes que ela provoque a erupção de um monfuego. |      | |                |                                 |                                                                        |                    |                        |
| 4142 | 1516 | "O Canto das Sirenas (PT) O Canto dos Sirenas (BR)" "Song of the Sirenas"                          | Elliot M. Bour | Silvia Olivas e Rachel Ruderman | 21 de setembro de 2018 19 de outubro de 2018 27 de outubro de 2018     | 216217             | ASA                    |
| Enquanto visita a Costa Oeste de Avalor, para estar com parentes que não vê há anos, Elena encontra umas misteriosas criaturas subaquáticas chamadas Sirenas... e Shuriki! Depois de um ataque de Shuriki, Elena trabalha para estabelecer uma aliança com as Sirenas para proteger Avalor. |      | |                |                                 |                                                                        |                    |                        |
| 43 | 17   | "A Maré da Mudança (PT) As Marés da Mudança (BR)" "The Tides of Change"                            | Nathan Chew    | Don Perez                       | 13 de outubro de 2018 27 de março de 2019 2 de março de 2019           | 218                | ASD                    |
| Quando Elena tenta que os humanos e as sirenas assinem um pacto de união, uma sirena desconfiada e uns golfinhos maléficos metamórficos perturbam a paz. |      | |                |                                 |                                                                        |                    |                        |
| 44 | 18   | "O Regresso de El Capitan (PT) O Retorno do Capitão (BR)" "The Return of El Capitan"               | Nathan Chew    | Rachel Ruderman                 | 27 de outubro de 2018 28 de março de 2019 9 de março de 2019           | 222                | ASD                    |
| Elena e o avô formam equipa para completar uma missão que ele começou há muitos anos. |      | |                |                                 |                                                                        |                    |                        |
| 45 | 19   | "À Procura de Zuzo (PT) Procurando Zuzo (BR)" "Finding Zuzo"                                       | Nathan Chew    | Tom Rogers                      | 3 de novembro de 2018 8 de abril de 2019 16 de março de 2019           | 215                | ASD                    |
| Quando Zuzo desaparece do mundo dos espíritos, Elena recruta outros guias-espíritos para o encontrarem. |      | |                |                                 |                                                                        |                    |                        |
| 46 | 20   | "Lar Nevoso Lar (PT) Não Há Lugar Como o Nevado Lar (BR)" "Snow Place Like Home"                   | Robb Pratt     | Tom Rogers                      | 24 de novembro de 2018 6 de dezembro de 2019 23 de dezembro de 2018    | 221                | ASD                    |
| Uma estranha tempestade de neve ameaça estragar os planos que Elena tem para passar um Natal calmo e pacífico em casa. |      | |                |                                 |                                                                        |                    |                        |
| 47 | 21   | "Duas Barbatanas Esquerdas (PT) Duas Nadadeiras Esquerdas (BR)" "Two Left Fins"                    | Robb Pratt     | Michael Kramer                  | 19 de janeiro de 2019 9 de abril de 2019 23 de março de 2019           | 219                | ASD                    |
| Após ser convidado para o seu primeiro Retiro Real, Marzel, o príncipe das Sirenas, esforça-se para causar boa impressão e transforma acidentalmente os reis convidados em Sirenas! |      | |                |                                 |                                                                        |                    |                        |
| 48 | 22   | "Subir na Vida (PT) Mudanças (BR)" "Movin' On Up"                                                  | Nathan Chew    | Jeffrey M. Howard               | 16 de fevereiro de 2019 10 de abril de 2019 6 de julho de 2019         | 220                | ASD                    |
| Quando Elena convida Mateo para se mudar para os aposentos do Feiticeiro Real, no palácio, a sua mãe acha que também está convidada! |      | |                |                                 |                                                                        |                    |                        |
| 49 | 23   | "Não Sem a Minha Magia (PT/BR)" "Not Without My Magic"                                             | Robb Pratt     | Rachel Ruderman                 | 23 de março de 2019 11 de abril de 2019 13 de julho de 2019            | 223                | ASD                    |
| Enquanto o seu cetro mágico não funciona corretamente, Elena é obrigada a enfrentar uma criatura incendiária sem magia. |      | |                |                                 |                                                                        |                    |                        |
| 50 | 24   | "O Grande Salto da Luna (PT/BR)" "Luna's Big Leap"                                                 | Nathan Chew    | Tom Rogers                      | 27 de abril de 2019 22 de abril de 2019 20 de julho de 2019            | 224                | ASD                    |
| Luna tem oportunidade de conseguir uma grande promoção, mas o excesso de confiança faz com que ela cometa erros desastrosos! |      | |                |                                 |                                                                        |                    |                        |
| 51 | 25   | "A Naomi é que Sabe (PT) A Naomi Sabe O Que É Certo (BR)" "Naomi Knows Best"                       | Robb Pratt     | Jessica Lopez                   | 1 de junho de 2019 7 de julho de 2019 27 de julho de 2019              | 225                | ASD                    |
| Quando Victor, Carla e Ash capturam Elena e os amigos, Naomi tem de confiar nos seus instintos para os salvar! |      | |                |                                 |                                                                        |                    |                        |

### 3ª Temporada (2019-20)
| #      | ##     | Título                                                                                 | Dirigido por                                           | Escrito por                                                               | Estreias                                                                      | Código de produção | Audiência (em milhões) |
| ------ | ------ | -------------------------------------------------------------------------------------- | ------------------------------------------------------ | ------------------------------------------------------------------------- | ----------------------------------------------------------------------------- | ------------------ | ---------------------- |
| 52     | 1      | "Irmã das Invenções (PT) A Irmã das Invenções (BR)" "Sister of Invention"              | Robb Pratt                                             | Tom Rogers                                                                | 7 de outubro de 2019 5 de janeiro de 2022 (Disney +) 6 de abril de 2020       | 301                | 0.33                   |
| 53     | 2      | "Salvar uma Ave do Sol (PT) Salvando Um Pássaro Solar (BR)" "To Save a Sunbird"        | Nathan Chew                                            | Rachel Ruderman                                                           | 8 de outubro de 2019 5 de janeiro de 2022 (Disney +) 7 de abril de 2020       | 302                | 0.33                   |
| 54     | 3      | "Pai como Chefe (PT) Mestre Papai (BR)" "Father-in-Chief"                              | Robb Pratt                                             | Rachel Ruderman, Tom Rogers and Cam Baity                                 | 9 de outubro de 2019 5 de janeiro de 2022 (Disney +) 8 de abril de 2020       | 303                | 0.29                   |
| 55     | 4      | "A Incrível Realeza Encolhida (PT/BR)" "The Incredible Shrinking Royals"               | Nathan Chew                                            | Tom Rogers and Kate Kondell                                               | 10 de outubro de 2019 5 de janeiro de 2022 (Disney +) 9 de abril de 2020      | 304                | 0.27                   |
| 56     | 5      | "Prémio Norberg da Paz (PT) O Prêmio da Paz de Norberg (BR)" "Norberg Peace Prize"     | Nathan Chew                                            | Rachel Ruderman                                                           | 11 de outubro de 2019 5 de janeiro de 2022 (Disney +) 10 de abril de 2020     | 305                | 0.32                   |
| 5758   | 67     | "A Magia no Interior (PT) A Mágica de Dentro (BR)" "The Magic Within"                  | Robb Pratt                                             | Tom Rogers e Rachel Ruderman                                              | 15 de outubro de 2019 5 de janeiro de 2022 (Disney +) 18 de abril de 2020     | 306307             | 0.45                   |
| 59     | 8      | "Flor de Luz (PT/BR)" "Flower of Light"                                                | Nathan Chew                                            | Cam Baity e Silvia Olivas                                                 | 16 de outubro de 2019 5 de janeiro de 2022 (Disney +) 11 de janeiro de 2021   | 314                | 0.33                   |
| 60     | 9      | "Capitão Mateo (PT/BR)" "Captain Mateo"                                                | Nathan Chew                                            | Kate Kondell                                                              | 17 de outubro de 2019 5 de janeiro de 2022 (Disney +) 13 de abril de 2020     | 308                | 0.22                   |
| 61     | 10     | "Adrenalina de Açúcar (PT) Corrida Açucarada (BR)" "Sugar Rush"                        | Nathan Chew                                            | Cam Baity                                                                 | 18 de outubro de 2019 5 de janeiro de 2022 (Disney +) 14 de abril de 2020     | 310                | 0.29                   |
| 62     | 11     | "O Tesouro da Família (PT) O Tesouro da Família (BR)" "The Family Treasure"            | Robb Pratt                                             | Tom Rogers                                                                | 21 de outubro de 2019 5 de janeiro de 2022 (Disney +) 7 de setembro de 2020   | 309                | 0.30                   |
| 63     | 12     | "Controla os Sonhos (PT) Filtro dos Sonhos (BR)" "Dreamcatcher"                        | Robb Pratt                                             | Rachel Ruderman                                                           | 22 de outubro de 2019 5 de janeiro de 2022 (Disney +) 15 de abril de 2020     | 311                | 0.31                   |
| 64     | 13     | "Mudança na Guarda (PT) Mudança na Guarda (BR)" "Changing of the Guard"                | Nathan Chew                                            | Kate Kondell                                                              | 23 de outubro de 2019 5 de janeiro de 2022 (Disney +) 16 de abril de 2020     | 312                | 0.24                   |
| 65     | 14     | "Rei Skylar (PT/BR)" "King Skylar"                                                     | Robb Pratt                                             | Tom Rogers                                                                | 24 de outubro de 2019 5 de janeiro de 2022 (Disney +) 8 de setembro de 2020   | 313                | 0.34                   |
| 66     | 15     | "Espírito de um Feiticeiro (PT) O Espírito de um Feiticeiro (BR)" "Spirit of a Wizard" | Robb Pratt                                             | Rachel Ruderman                                                           | 25 de outubro de 2019 5 de janeiro de 2022 (Disney +) 12 de janeiro de 2021   | 315                | 0.31                   |
| 67     | 16     | "Equipa Isabel (PT) Equipe Isa (BR)" "Team Isa"                                        | Nathan Chew                                            | Kate Kondell                                                              | 15 de novembro de 2019 5 de janeiro de 2022 (Disney +) 9 de setembro de 2020  | 316                | 0.24                   |
| 68     | 17     | "O Último Riso (PT) A Última Risada (BR)" "The Last Laugh"                             | Robb Pratt                                             | Tom Rogers                                                                | 22 de novembro de 2019 5 de janeiro de 2022 (Disney +) 10 de setembro de 2020 | 317                | 0.33                   |
| 69     | 18     | "Festival das Luzes (PT/BR)" "Festival of Lights"                                      | Craig Gerber                                           | Rachel Ruderman                                                           | 6 de dezembro de 2019 5 de janeiro de 2022 (Disney +) 11 de setembro de 2020  | 319                | 0.23                   |
| 70     | 19     | "O Cruzeiro de Aniversário (PT/BR)" "The Birthday Cruise"                              | Nathan Chew                                            | Rachel Ruderman                                                           | 10 de janeiro de 2020 5 de janeiro de 2022 (Disney +) 12 de setembro de 2020  | 318                | 0.29                   |
| 71     | 20     | "Passos Gigantes (PT/BR)" "Giant Steps"                                                | Robb Pratt                                             | Tom Rogers                                                                | 7 de fevereiro de 2020 5 de janeiro de 2022 (Disney +) 13 de janeiro de 2021  | 320                | 0.33                   |
| 72     | 21     | "Estrelas Cadentes (PT/BR)" "Shooting Stars"                                           | Nathan Chew                                            | Kate Kondell                                                              | 6 de março de 2020 5 de janeiro de 2022 (Disney +) 14 de janeiro de 2021      | 321                | 0.24                   |
| 73     | 22     | "Curso Intensivo! (PT) Rota de Colisão (BR)" "Crash Course"                            | Robb Pratt                                             | Tom Rogers                                                                | 3 de abril de 2020 5 de janeiro de 2022 (Disney +) 15 de janeiro de 2021      | 323                | ASD                    |
| 74     | 23     | "Dia dos Amores (PT) Dia dos Namorados (BR)" "Sweetheart's Day"                        | Nathan Chew                                            | Rachel Ruderman                                                           | 8 de maio de 2020 5 de janeiro de 2022 (Disney +) 19 de abril de 2021         | 322                | ASD                    |
| 75     | 24     | "A Guerreira Relâmpago (PT) Guerreira dos Raios (BR)" "The Lightning Warrior"          | Robb Pratt                                             | Kate Kondell                                                              | 19 de julho de 2020 5 de janeiro de 2022 (Disney +) 19 de abril de 2021       | 324                | ASD                    |
| 76     | 25     | "Dia de las Madres (PT)" "Dia de las Madres"                                           | Nathan Chew                                            | Rachel Ruderman                                                           | 26 de julho de 2020 5 de janeiro de 2022 (Disney +) 20 de abril de 2021       | 325                | ASD                    |
| 77     | 26     | "Coração do Jaguar (PT)" "Heart of the Jaguar"                                         | Robb Pratt                                             | Tom Rogers                                                                | 2 de agosto de 2020 5 de janeiro de 2022 (Disney +) 21 de abril de 2021       | 326                | ASD                    |
| 78     | 27     | "O Dia de Folga de Elena (PT)" "Elena's Day Off"                                       | Nathan Chew                                            | Kate Kondell                                                              | 9 de agosto de 2020 5 de janeiro de 2022 (Disney +) 22 de abril de 2021       | 327                | ASD                    |
| 79     | 28     | "Ser Rainha ou Não Ser (PT)" "To Queen or Not to Queen"                                | Robb Pratt                                             | Rachel Ruderman                                                           | 16 de agosto de 2020 5 de janeiro de 2022 (Disney +) 23 de abril de 2021      | 328                | ASD                    |
| 808182 | 293031 | "Dia da Coroação (PT)" "Elena of Avalor: Coronation Day"                               | Elliot M. Bour,Elliot M. Bour, Nathan Chew, Robb Pratt | Craig Gerber e Rachel Ruderman, Kate Kondell, Silvia Olivas e Tom Rogers; | 23 de agosto de 2020 5 de janeiro de 2022 (Disney +) 24 de abril de 2021      | 329330331          | ASD                    |

## Filme
| # | ## | Título                           | Dirigido por   | Escrito por  | Estreias               | Audiência (em milhões) |
| --- | -- | -------------------------------- | -------------- | ------------ | ---------------------- | ---------------------- |
| 27 | 1  | "Elena and the Secret of Avalor" | Jamie Mitchell | Craig Gerber | 20 de novembro de 2016 | TBA                    |
| Elena foi presa dentro do seu amuleto mágico com 16 anos, devido a um feitiço malvado da feiticeira Shuriki. Alcazar procurou durante anos uma princesa especial que libertasse Elena mas os anos foram passando sem a encontrar e, por isso, decidiu usar os seus últimos poderes para se transformar num livro e conseguir um final feliz para a história. Quando Elena se consegue libertar reconquista o seu lugar como princesa herdeira de Avalor, enfrentando todos os inimigos do reino e aceitando o desafio de governar mesmo sem ter idade suficiente para ser rainha. |    |                                  |                |              |                        |                        |

## Curtas

### Aventuras em Vallestrella
Uma série intitulada Elena de Avalor: Aventuras em Vallestrella que estreou no Disney Junior a 14 de outubro de 2017, protagonizada por Elena e Isabel a ajudar bebés jaguins em Vallestrella.
| # | Título                                                | Estreia original      | Estreia em Portugal     | Estreia no Brasil |
| --- | ----------------------------------------------------- | --------------------- | ----------------------- | ----------------- |
| 1 | "O Voo do Borbo-sapo (PT)" "Flight of the Butterfrog" | 14 de outubro de 2017 | 12 de fevereiro de 2018 | TBA               |
| Quando um borbo-sapo bebé é deixado para trás acidentalmente, Isabel e os jaguins bebés tentam ensiná-lo a voar para que consiga apanhar a sua família.                 |                                                       |                       |                         |                   |
| 2 | "Natureza Humana (PT)" "Human Nature"                 | 14 de outubro de 2017 | 22 de março de 2018     | TBA               |
| Quando um flaringo rouba o telescópio de Isabel, ela persegue-o com a ajuda dos jaguins para o recuperar!                                                               |                                                       |                       |                         |                   |
| 3 | "Ave-oráculo Adormecido (PT)" "Sleeping Sunbird"      | 14 de outubro de 2017 | 19 de fevereiro de 2018 | TBA               |
| Após soltarem acidentalmente um dos duendes malandros de um dos frascos de Quita Moz, Elena e Isabel têm de voltar a pô-lo dentro do frasco antes que Quita Moz acorde. |                                                       |                       |                         |                   |
| 4 | "O Fruto da Estrela (PT)" "Fast Food"                 | 14 de outubro de 2017 | 26 de fevereiro de 2018 | TBA               |
| Quando os jaguins bebés descobrem que o fruto de estrela pode ser o motivo por que os velociervos são tão rápidos, tentam apanhar alguns!                               |                                                       |                       |                         |                   |
| 5 | "A Dança dos Pavelhos (PT)" "Peabunny Boogie"         | 14 de outubro de 2017 | 1 de março de 2018      | TBA               |
| Enquanto observam os pavelhos a fazer a sua dança do ritual da amizade, Elena, Isabel e os jaguins bebés ajudam um pavelho que não tem par.                             |                                                       |                       |                         |                   |

### Treino de Cetro com o Zuzo
Uma segunda série estreada no Disney Junior a 24 de fevereiro de 2018. A série envolve Zuzo, o guia espiritual animal de Elena, a treina-la para o uso adequado e fortalecer os poderes do seu Cetro da Luz.
| # | Título                                                           | Estreia original        | Estreia em Portugal | Estreia no Brasil |
| --- | ---------------------------------------------------------------- | ----------------------- | ------------------- | ----------------- |
| 1 | "Fuga da Sala do Tesouro Real (PT)" "Royal Treasury Escape Room" | 24 de fevereiro de 2018 | 2 de maio de 2018   | TBA               |
| De modo a dominar o poder de iluminar do cetro, Elena tem de passar por armadilhas que Zuzo e Mateo prepararam na Sala do Tesouro.                 |                                                                  |                         |                     |                   |
| 2 | "O Roubo (PT)" "The Heist"                                       | 24 de fevereiro de 2018 | 2 de maio de 2018   | TBA               |
| Elena usa o seu poder da ilusão para impedir um bandido mascarado de roubar uma estátua de ouro.                                                   |                                                                  |                         |                     |                   |
| 3 | "Nada Mas Queima (PT)" "Nothing But Blaze"                       | 24 de fevereiro de 2018 | 2 de maio de 2018   | TBA               |
| Mateo desafia Elena para uma batalha amigável de cetro contra tamborita.                                                                           |                                                                  |                         |                     |                   |
| 4 | "Clandestino (PT)" "Stowaway"                                    | 24 de fevereiro de 2018 | 9 de maio de 2018   | TBA               |
| Enquanto pratica o poder da invisibilidade do cetro com Zuzo, Elena tem de impedir um bandido mascarado de roubar um barco.                        |                                                                  |                         |                     |                   |
| 5 | "Não é Nosso Convidado (PT)" "Don't Be Our Guest"                | 24 de fevereiro de 2018 | 25 de junho de 2018 | TBA               |
| Elena usa o poder da invisibilidade do cetro para se defender de um bandido mascarado que entrou às escondidas no palácio e roubou o seu medalhão. |                                                                  |                         |                     |                   |

### A Vida Secreta das Sirenas
Uma terceira série intitulada A Vida Secreta das Sirenas que segue o filme A Canção das Sirenas, fala do dia a dia das sirenas. Estreou no Disney Junior a 21 de setembro de 2018.
| # | Título                  | Estreia original       | Estreia em Portugal | Estreia no Brasil |
| - | ----------------------- | ---------------------- | ------------------- | ----------------- |
| 1 | "Off to the Race"       | 21 de setembro de 2018 | ASA                 | ASA               |
| 2 | "Feeling Clammy"        | 21 de setembro de 2018 | ASA                 | ASA               |
| 3 | "Walk This Way"         | 21 de setembro de 2018 | ASA                 | ASA               |
| 4 | "Marisa and the Mirror" | 21 de setembro de 2018 | ASA                 | ASA               |
| 5 | "One-Octopus Band"      | 21 de setembro de 2018 | ASA                 | ASA               |